# Ronja Kemmer
Ronja Kemmer, anciennement Ronja Schmitt (née le 3 mai 1989 à Esslingen am Neckar), est une politicienne (CDU) et une économiste allemande. En décembre 2014, elle est entrée au Bundestag allemand en tant que plus jeune membre de l'époque.

## Jeunesse et formation
Ronja Kemmer a grandi à Althengstett. Après avoir obtenu son diplôme d'études secondaires au lycée Maria-von-Linden de Calw-Stammheim en 2008, elle a fait une année sociale bénévole à l'hôpital Furtbach de Stuttgart. En 2009, elle a commencé des études d'économie à l'université Eberhard Karl de Tübingen et à l'université de Lund (Suède), qu'elle a terminées par une licence en 2013. De 2012 à 2014, elle a travaillé comme assistante d'un membre du parlement du Land de Bade-Wurtemberg. En 2013, elle a commencé un double master aux universités de Hohenheim et de Pavie (Italie), qu'elle a terminé à l'automne 2015 par un master en économie. Pendant ses études, elle a été boursière de la fondation Konrad-Adenauer.
Depuis octobre 2016, elle est mariée à Fabian Kemmer. Elle est de confession protestante. 

## Carrière politique
Ronja Kemmer a rejoint la Junge Union en 2009 et est devenu membre de la CDU un an plus tard. Depuis 2011, elle est vice-présidente de district de la CDU de Calw et depuis 2013, elle est membre de l'exécutif de la CDU Nordbaden. Depuis 2014, elle est également membre élue de l'exécutif de la Junge Union Baden-Württemberg. De 2012 à 2014, elle a été présidente du cercle des étudiants démocrates-chrétiens (RCDS) dans le Bade-Wurtemberg.
Kemmer s'est présentée aux élections au Bundestag en 2013 à la position 19 sur la liste de la CDU au Bade-Wurtemberg, mais n'a pas réussi à se faire élire. Toutefois, après le départ d'Annette Schavan du Bundestag et la mort d'Andreas Schockenhoff, elle y entre le 27 décembre 2014.
Elle était la plus jeune membre du Bundestag depuis son arrivée au cours de la 18e législature. Kemmer était membre titulaire de la commission des affaires de l'Union européenne et membre suppléant de la commission des pétitions. Kemmer était membre du groupe parlementaire germano-italien depuis janvier 2015 et membre du groupe parlementaire germano-ukrainien depuis novembre 2016. Elle a également été membre du groupe parlementaire pour les entreprises moyennes. Depuis décembre 2016, elle est membre du comité exécutif du Parti populaire européen (PPE). Le 5 mars 2015, Ronja Kemmer est élue secrétaire au Bundestag allemand et a prononcé son premier discours le 21 mai 2015 sur l'Europe.
Lors des élections fédérales de 2017, elle s'est présentée aux côtés de la CDU dans la circonscription d'Ulm pour succéder à Annette Schavan. Elle a obtenu 41 % des voix. Elle n'est plus la plus jeune membre du Bundestag, mais elle fait toujours partie des dix plus jeunes députés. Elle est membre à part entière de la commission de l'éducation, de la recherche et de l'évaluation technologique, de la commission de l'agenda numérique et présidente de la commission d'enquête sur l'intelligence artificielle. En outre, elle est membre adjointe de la commission de l'économie et de l'énergie et assure également le secrétariat pendant cette législature. Depuis fin septembre 2020, elle est la "commissaire Intelligence artificielle" du groupe parlementaire CDU/CSU au Bundestag.